# 王飞 (女子足球运动员)
王飞（1990年3月22日—），中国女子足球运动员，中国国家女子足球队成员，司职守门员。曾效力于德国俱乐部拜仁慕尼黑。她曾随队参加2014年亚洲运动会和2015年世界杯女子足球赛。

## 外部連結
- 王飞 – FIFA國際賽競賽紀錄 (存檔)
- Profile at 1. FFC Turbine Potsdam （德文）